# Kjetil Bang-Hansen
Kjetil Bang-Hansen (* 16. Mai 1940) ist ein norwegischer Schauspieler, Tänzer, Bühnenproduzent und Theaterregisseur.

## Leben
Kjetil Bang-Hansen kam als Sohn des Schriftstellers Odd Bang-Hansen und der Ärztin Elise Aas zur Welt. Sein Bruder ist der Filmproduzent und Filmkritiker Pål Bang-Hansen. Seit 1967 ist er mit der Tänzerin und Choreografin Inger Johanne Rütter verheiratet.

### Karriere
Nach dem examen artium, dem norwegischen Abitur, studierte Kjetil Bang-Hansen von 1959 bis 1962 an der Statens teaterhøgskole, der norwegischen Theaterakademie, an der Universität Oslo und wurde an verschiedenen Theatern in London und Stockholm ausgebildet. Im Jahr 1961 debütierte er als Schauspieler beim Norwegischen Rundfunk. Von 1962 bis 1963 arbeitete Bang-Hansen in Oslo als Schauspieler und Tänzer am Edderkoppen Theater (d. h. Spinnentheater) und bis 1966 beim Oslo Nye Teater. Am Trøndelag Teater in Trondheim gab er im Jahr 1967 bei einer Inszenierung von William Gibsons Spiel zu zweit sein Debüt als Schauspiellehrer. Anschließend wirkte Bang-Hansen unter anderem bei Aufführungen von Harold Pinters The Dumb Waiter, Eugène Ionescos Die kahle Sängerin, Henrik Ibsens Gespenster mit. Im Jahr 1972 gehörte er einer Gruppe an, die in Møre og Romsdal ein regionales Theater eröffnete. Hier führte er eine Adaption von Shakespeares Komödie der Irrungen auf. Bis 1974 inszenierte er zwei weitere Stücke auf dieser Bühne.

### Theaterdirektor
Von 1972 bis 1976 stand Kjetil Bang-Hansen der norwegischen Theaterakademie vor. Anschließend wechselte er zum Rogaland Teater in Stavanger. Unter seiner Leitung entwickelte sich dieses zu einem der bedeutendsten norwegischen Theater. Durch seine hier entstandene Bearbeitung von Ibsens Peer Gynt, die beim Beogradski Internacionalni Teatarski Festival in Belgrad aufgeführt wurde, erhielt er internationales Renommee. Von 1982 bis 1986 war er in Bergen Direktor des Den Nationale Scene, des ältesten norwegischen Theaters. Von der Leitung des Nationaltheatret, des norwegischen Nationaltheaters, musste er nach nur einem Jahr des Wirkens im Jahr 1987 aufgrund finanziellen Misserfolgs zurücktreten. Von 1998 bis 2001 war er Direktor des Oslo Nye Teater.

### Autor
Seine Dramatisierung von Lothar-Günther Buchheims Roman Das Boot wurde am 27. Januar 2012 im Det Norske Teatret uraufgeführt. Die deutsche Erstaufführung des Stückes fand im Jahr 2013 am Alten Schauspielhaus in Stuttgart statt.

## Ehrungen
- Fritt-Ord-Preis im Jahr 1983
- Norwegischer Kritikerpreis für Theater für die Spielzeit 1999–2000
- Ritter des Sankt-Olav-Orden
- Hedda-Preis im Jahr 2003

## Sonstiges
Kjetil Bang-Hansen ist Mitglied der Norwegischen Akademie für Sprache und Literatur.